# 하워드 챈들러 크리스티

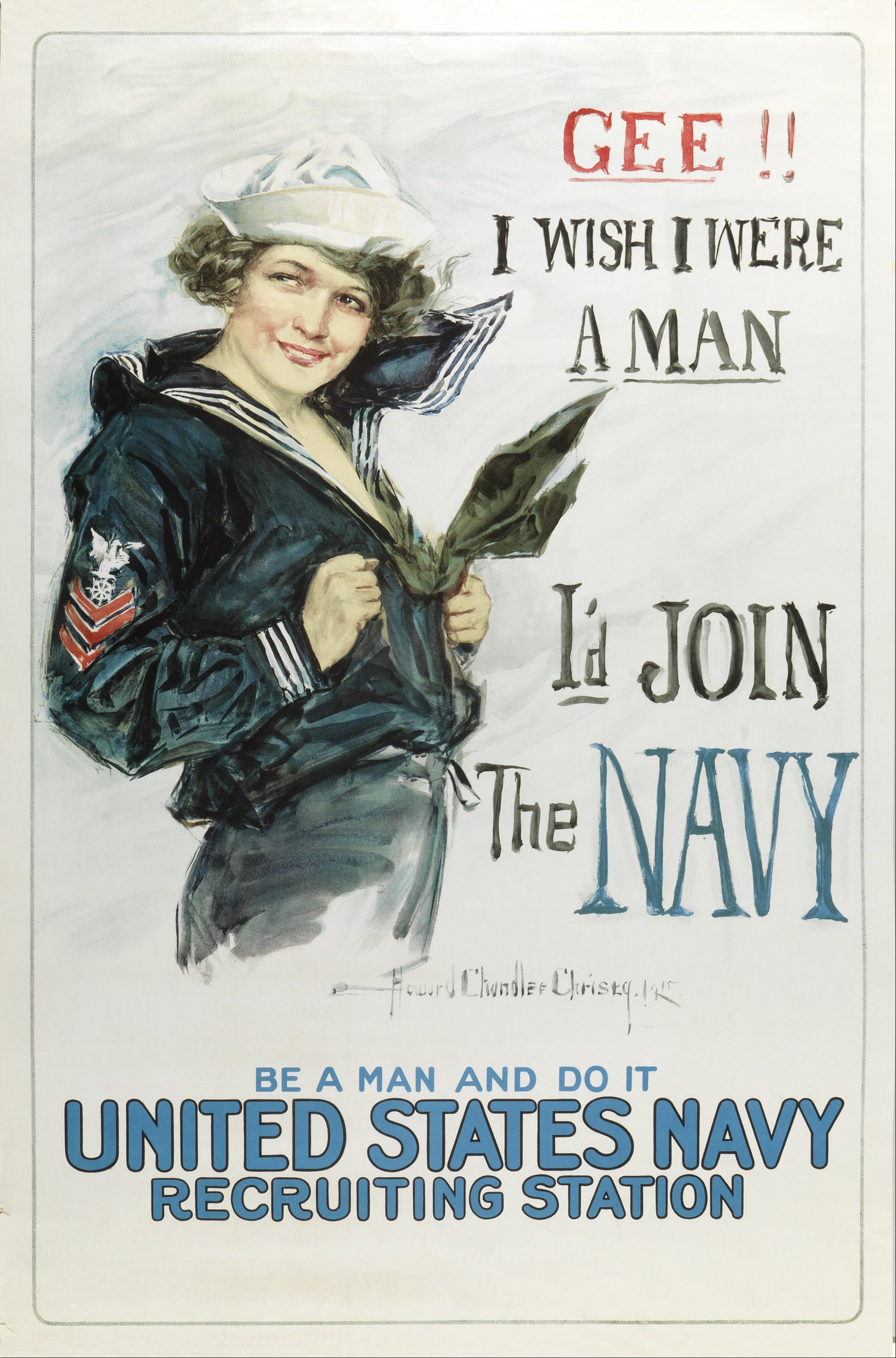
1917년 미 해군 모집 포스터

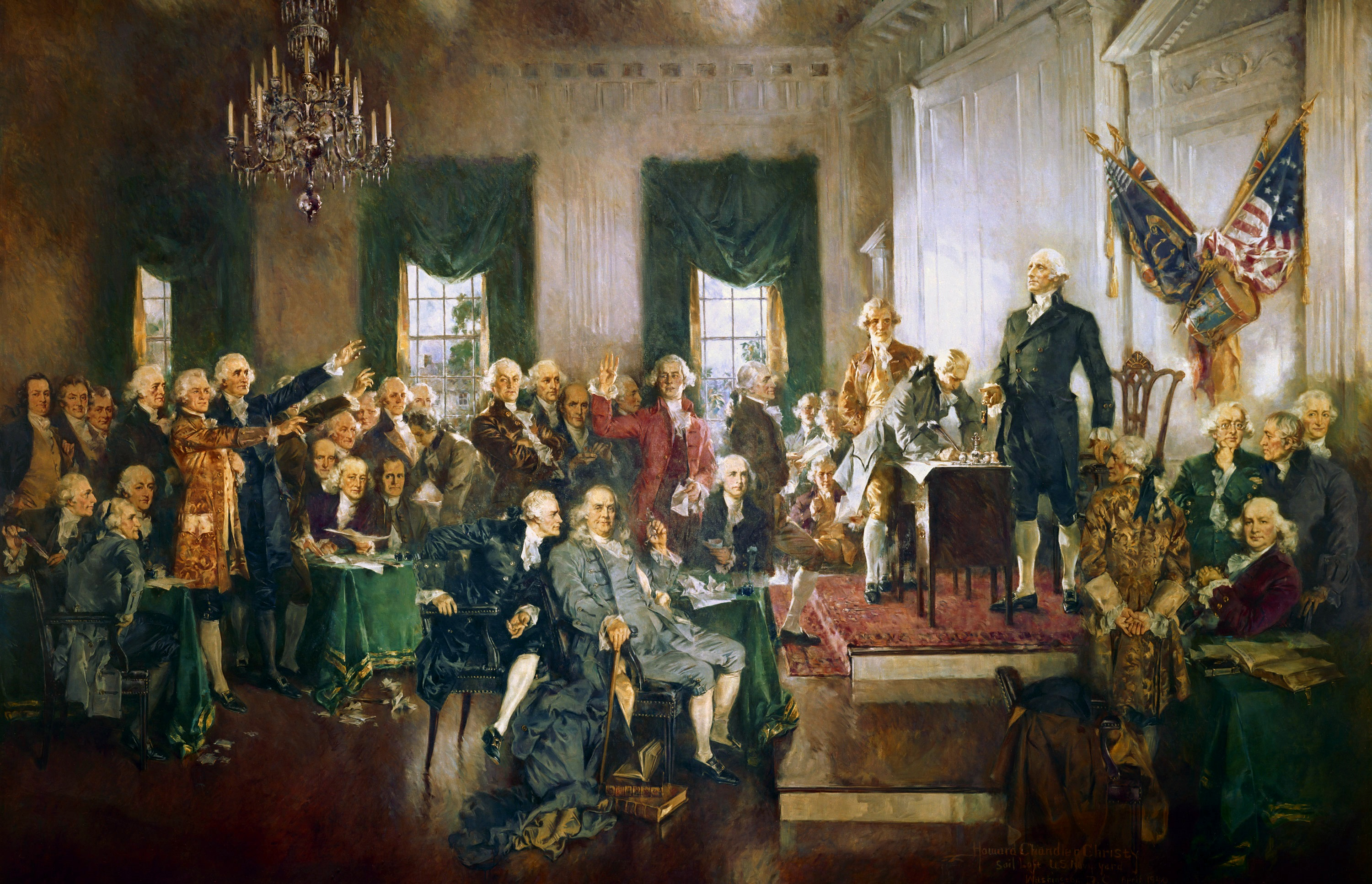
미국 헌법 서명 장면

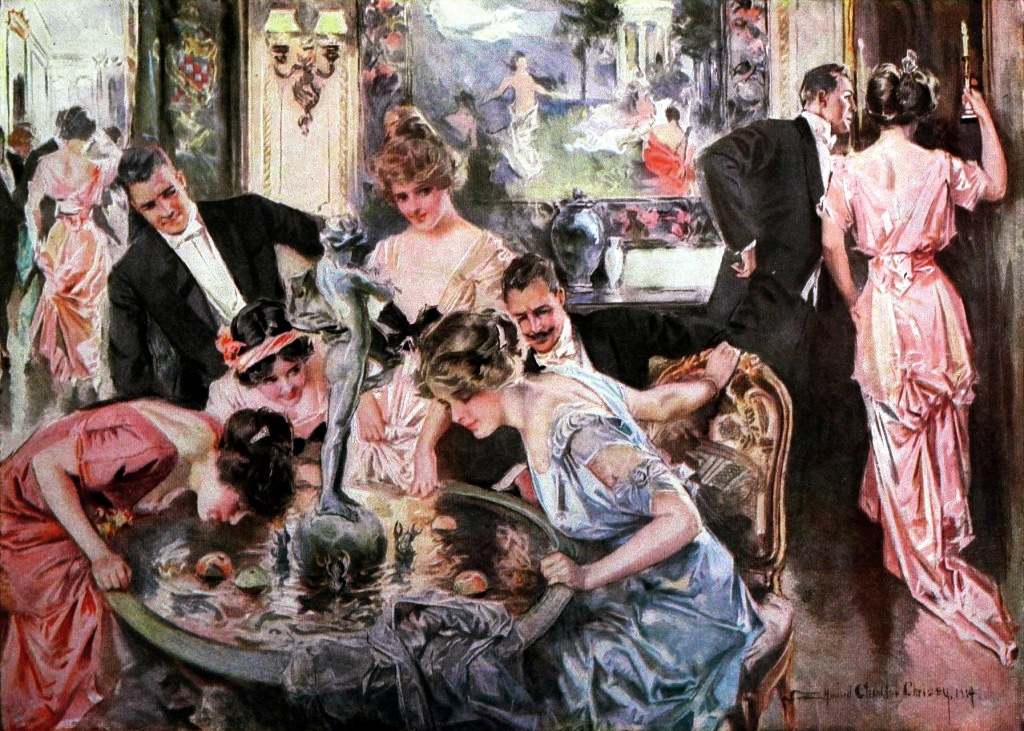
크리스티의 할로윈

하워드 챈들러 크리스트(Howard Chandler Christy, 1873년 1월 10일 - 1952년 3월 3일)은 깁슨 걸과 유사한 ‘크리스티 걸’로 유명한 미국의 예술가 이자, 삽화가이다. 그는 모건 카운티에서 태어나, 오하이오주 던컨 폴즈에서 초창기 학교를 마쳤다. 그리고 뉴욕 국립 아카데미에서 그리고 윌리엄 메릿 채이서가 이끄는 예술 학생 리그(Art Students League)에서 공부를 했다.

## 초기 작품
크리스티가 초음으로 주목을 받은 것은 그의 사실적인 작풍과 스페인 미국 전쟁에 종군하면서 라스 과시마스 전투와 엘케니 전투 그리고 산후안 힐 전투를 포함한 전쟁 화가로서 스크라이브너스 매거진과 하퍼스 매거진 그리고 콜리어스 위클리에 기고한 여러 개의 글 때문이었다. 그는 육해군 병사(Men of the Army and Navy) 시리즈와 스크라이버너스에 커버로 게재된 거친 기수들의 커버에 등장한 루즈벨트 대령의 초상화로 주목을 받았다. 이러한 작품들은 크리스티를 전국적인 인지도를 가질 수 있게 해주었다. 그는 또한 미국 해군과 미해병대를 위해 애국적인 포스트를 그린 것으로도 유명하다. 그는 또한 유명한 전쟁 특파원이었던 리처드 하딩 데이비스와 같은 인물의 작품 삽화로도 잘 알려지게 된다.

## 전국적 인지도
전쟁 화가로 주목을 받았고, 미국의 제1차 세계 대전 지지에 따라서, 크리스트는 곧 수 많은 잡지 커버를 담당하게 되었다. 그는 크리스티 걸로 곧 유명해졌으며, 이 그림같고, 낭만적인 사교 여성은 자신만의 스타일을 가지고 있었다. 수채화, 유화, 펜과 잉크 그림 모두 그의 작품이면 독특한 특징을 가지고 있었다. 대담하지만 과장되지 않은 스타일과 강렬한 가치감을 가지고 있었다. 동료 예술가인 해리슨 피셔와 네이사 맥메인과 함께 《모션 픽쳐 클래식》(Motion Picture Classic) 잡지의 ‘명성과 부’(Fame and Fortune)라는 콘테스트 심사위원으로 1921년에서 22년까지 활동했으며, 그들은 잇걸, 클라라 보우를 발굴해 냈다.